# Новые Терешковичи
Новые Терешковичи (бел. Но́выя Цярэ́шкавічы) — деревня в Гомельском районе Гомельской области Республики Беларусь. В составе Терешковичского сельсовета.

## География

### Расположение
В 13 км от железнодорожной станции Терюха (на линии Гомель — Чернигов), 22 км на юг от Гомеля.

### Гидрография
На реке Сож (приток реки Днепр).

## Транспортная сеть
Транспортные связи по просёлочной, затем автомобильной дороге Старые Яриловичи — Гомель. Планировка состоит из длинной дугообразной, почти меридиональной улицы, застроенной двусторонне, неплотно деревянными домами усадебного типа.

## История
Обнаруженное археологами городище (в 0,7 км на восток от деревни) свидетельствует о заселении этих мест с давних времён. По письменным источникам известна с XVIII века как село во владении помещиков В. Климовича, А. Серафимовича, А. Ржецкой. С середины XIX века действовала переправа через Сож грузоподъемностью до 150 пудов. Строились речные суда (берлинцы). В 1877 и 1879 годах открыты 3 сахарные и кирпичный заводы. Деревенские дети учились в школе грамоты. Согласно переписи 1897 года располагались: 2 водяные мельницы, 2 сукновальни, 2 кузницы, лавка, трактир, в Дятловичской волости Гомельского уезда Могилёвской губернии. Школа грамоты была преобразована в народное училище (в 1907 году 64 ученика). В 1909 году 2139 десятин земли.
В 1926 году работали почтовое отделение, 4-летняя школа. С 8 декабря 1926 года по 4 августа 1927 года центр Новатерешковичского сельсовета Дятловичского, с 4 августа 1927 года Гомельского района Гомельского округа. В 1930 году организован колхоз «Искра», работали водяная мельница, кузница. Во время Великой Отечественной войны в сентябре 1943 года немецкие оккупанты сожгли 84 двора, убили 12 жителей. 28 сентября 1943 года 19-й стрелковый корпус сходу форсировал реку Сож и на следующий день освободил деревню. В этой операции отличился сапёр С.А. Самородов, который под вражеским огнём во главе группы сапёров восстановил поврежденный мост (удостоен звания Герой Советского Союза). 45 жителей погибли на фронте. В 1959 году в составе совхоза «Новобелицкий» (центр — деревня Терешковичи). Расположены фельдшерско-акушерский пункт и клуб.

## Население

### Численность
- 2004 год — 85 хозяйств, 182 жителя.

### Динамика
- 1897 год — 117 дворов 694 жителя (согласно переписи).
- 1909 год — 125 дворов, 1024 жителя.
- 1926 год — 157 дворов.
- 1959 год — 346 жителей (согласно переписи).
- 2004 год — 85 хозяйств, 182 жителя.

## Достопримечательность
- Городище периода раннего железного века (V век до н.э. – V век н.э.)
- Мемориальный воинский комплекс: братская могила, стела. На гранитной плите указано 48 имён захороненных бойцов пяти стрелковых полков 354-й, 140-й и 137-й стрелковых дивизий и 42-го отдельного гвардейского истребительного противотанкового дивизиона 37-й гвардейской стрелковой дивизии. На граните высечены слова поэта А. Твардовского "И у мертвых, безгласных, есть отрада одна: мы за родину пали, но она – спасена". Мемориалу присвоен номер армейского захоронения.

## В литературе
- Александр Куровский, Юрий Лупиненко. Книга "Переправа. Новые Терешковичи. 1943".